# Земледелец (пьеса)
«Земледелец» (др.-греч. Γεωργός) — комедия древнегреческого драматурга Менандра (IV—III века до н. э.), сохранившаяся фрагментарно благодаря двум папирусным находкам. В одной (V—VI века) содержатся первые 87 строк пьесы, в другой (IV век) — левая часть строк с 79-й по 128-ю. О времени написания и постановки «Земледельца» ничего не известно.
Главный герой пьесы — молодой человек, который изнасиловал соседку, дочь бедной вдовы. Он готов жениться на девушке, но его отец хочет выдать за него свою дочь от другой женщины.